# Чеботы
Чёботы, прежде чо́боты — мужские или женские сапоги с каблуком, высоким голенищем и загнутым носком.
Чебота́рь или чебо́тни́к — сапожник, изготавливающий чёботы.
Согласно Фасмеру, в современном русском языке слово имеет западнорусское, южнорусское и древнерусское происхождение, в свою очередь являясь заимствованием из среднетатарского (čаbаtа «лыковый лапоть»), и чувашского (çăпата «лыковый сапог» ← çÿп «лыко» + атă «сапоги»). В русскоязычных письменных источниках впервые встречается в 1486 году.

## История
Чеботы шились из сафьяна, дорогие — из атласа и бархата. Сафьян жёлтый, голубой, червчатый, белый, зелёный. Чеботы прямые и кривые. Кривые чёботы имели загнутые вверх носки. Голенища назывались прежники. Стельки войлочные. Поднаряд — внутренняя обшивка чебота. У холодных — из атласа, у тёплых — из бобрового меха.
Богатые чеботы украшались золотым и серебряным шитьём, жемчугом и драгоценными камнями. Верх голенищ обшивался золотом. Подошвы подбивались гво́здиками, каблуки — серебряными или железными скобками.
Для конной езды к чеботам прикреплялись остроги (острожки) — шпоры.
Чеботы входили в состав Большого царского наряда: цари не ходили в сапогах — только в чеботах и башмаках. Чеботы Михаила Фёдоровича, входившие в Большой наряд, описывались следующим образом:

чеботы низаны жемчугом травы по бархату червчату, на передах в гнёздах по три яхонты лазоревы, да по лалу, да по пять изумрудов… скобы серебряны.